# اچ‌ام‌اس فوبه (۱۹۱۶)
اچ‌ام‌اس فوبه (۱۹۱۶) (به انگلیسی: HMS Phoebe (1916)) یک کشتی بود که طول آن ۲۶۹ فوت (۸۲ متر) بود. این کشتی در سال ۱۹۱۶ ساخته شد.